# José Guadalupe Flores Almaraz
José Guadalupe Flores Almaraz (Arandas, Jalisco, México, 13 de marzo de 1947) fue, de 1998 a 2017, director de la Orquesta Filarmónica del Estado de Querétaro.

## Biografía
Realizó sus estudios en Guadalajara, primero en la Escuela Superior de Música Sacra, luego en la Escuela de Música de la Universidad de Guadalajara y posteriormente a través de una beca en la Musichohschule de Saarbrücken, en Alemania.[cita requerida]
Su carrera profesional la inicia en 1973 con la Sinfónica de Guadalajara, como director asistente; continuó en la Orquesta Sinfónica de Xalapa como asistente de Luis Herrera de la Fuente, y en la Orquesta Sinfónica del Teatro de Bellas Artes, con la que ha hecho ópera (Traviata, Tosca, Boheme, Elixsir, DonGiovani, Lo Speciale, Serva Padrona, Don Pascuale, Cenerentola y otras). A partir de 1995 comenzó su carrera como director titular de las orquestas: Orquesta de Cámara de Bellas Artes y la Orquesta Sinfónica Nacional de México, en la Ciudad de México; la Orquesta Sinfónica de Guadalajara, la Orquesta Sinfónica de Xalapa, la Orquesta Filarmónica de Jalisco, la Orquesta Filarmónica de Querétaro y en la Orquesta Sinfónica Petrobras, en Río de Janeiro, Brasil.
En el extranjero ha dirigido las sinfónicas de Schrevepot, San Diego, San Bernardino, y la American Symphony Orchestra en el Lincoln Center de New York, en los Estados Unidos de Norteamérica; Victoria Symphony, Windsor Ontario Symphony, en Canadá; las Sinfónicas de Guatemala, la de El Salvador y de Costa Rica, en Centroamérica; las Sinfónicas de: Petrobras, Niteroi, y Sao Paulo Univercity, en Brasil;  la Sinfónica de Arequipa en Perú y la Sinfónica de Mendoza en Argentina; la Filarmónica de Macedonia, en la antigua Yugoslavia; la Sinfónica de Radio y Televisión Croata, la Sinfónica Slaska de Katowice, en Polonia, y la Sinfónica de Perm, en el Festival de Las Noches Blancas de Perm, en Rusia, donde México fue país invitado para ese festival.[cita requerida]
A lo largo de su carrera ha tenido a grandes figuras como solistas; entre los pianistas, destacan: Paul Badura-Skoda, Jörg Demus, Eugene Istomin, Lázar Berman, Vladimir Feltsman, Jorge Federico Osorio, Leonor Montijo, Luz María Puente, María Teresa Rodríguez, Jorge Suáres, Jorge Luis Prats, György Sándor, Joaquín Achúcarro; los violinistas Henryk Szeryng, Ermilo Novelo, Manuel Suáres, Manuel Enríquez, Eugenio Ruvalcaba; los flautistas Jean-Pierre Rampal, Kurt Redel;  el guitarrista Andrés Segovia; el arpista Nicanor Zabaleta; las sopranos Winifred Faix-Brown, Katia Ricciarelli, Guillermina Higareda, Irma González y muchos más.[cita requerida]
Dentro de los más de 42 álbumes grabados con la Filarmónica de Querétaro, se encuentran los maestros Richard Markson, violoncelo en el concierto de Dvorak; Natacha Korsakova, con el Concierto para violín de Beethoven y sus dos Romanzas; Domenico Nordio, con los conciertos de Chaikovski y Mendelssohn; con Adrián Justus, los conciertos de Brahms y el 5° de Mozart; con el primer oboísta de la Ópera de Roma Gianfranco Bortolato, obras para oboe y orquesta de diferentes compositores.
Asimismo, tiene grabados discos de música mexicana con grupos internacionales como: El Mariachi Vargas de Tecalitlán, reconocido como el mejor Mariachi del mundo; el grupo Tlen Huicani con música veracruzana. Su discografía incluye a muchos compositores de canciones mexicanas como Agustín Lara, María Greever, Luis Alcaraz, Gonzálo Curiel , orquestadas por los Maestros Mateo Oliva Oliva y Manuel Cerda Ortiz.
Por su permanente deseo en ayudar a la educación musical y pregonar la música mexicana de concierto, ha sido acreedor a múltiples reconocimientos como: Egresado Ilustre de la Universidad de Guadalajara, Premio Jalisco en Artes, Miembro de Número de la Benemérita Sociedad de Geografía y Estadística, el Lince de Oro de la Universidad del Valle de México (UNIVA), la Medalla Mozart 2013, otorgada por Bellas Artes y la Embajada de Austria, entre otros.

### Infancia
Debido a la influencia que tuvo por ser hijo de padres músicos, María Almaraz Suárez (Directora de coros) y Abraham Flores Gracia (Clarinetista), aprende a leer notas antes que letras.

### Carrera
El inicio formal de su carrera musical es en el año 1962 en la Escuela de música Sagrada y graduándose en la Universidad de Guadalajara en el año de 1970, donde el maestro de armonía, composición y director de la escuela Domingo Lobato Bañales, y la maestra Leonor Montijo Beraud marcan de una manera muy especial su carrera. Después de esto, el Gobierno alemán a través del DAAD, le otorga una Beca para estudiar en la Escuela de Música Saarbrücken, donde empieza sus estudios formales de la Dirección orquestal y coral.

## Discografía
| #     | Título                                     | Formato | Año de grabación |
| 1     | Aventura Musical "Video Didáctico "        | DVD     | 1999             |
| 2     | Mariachi Vargas Sinfónico 1                | CD      | 2001             |
| 3     | Mariachi Vargas Sinfónico 2                | CD      | 2002             |
| 4     | Arias de Ópera y la Canción                | CD      | 2004             |
| 5     | Primera bienal de lauderia                 | CD      | 2004             |
| 6     | Mosaico Latinoamericano                    | CD      | 2005             |
| 7     | Mosaico Nacional 2                         | CD      | 2005             |
| 8     | Órgano Barroco del templo de San Antonio   | CD      | 2005             |
| 9     | Tres conciertos para piano                 | CD      | 2005             |
| 10    | Arias famosas de Ópera Flavio Becerra      | CD      | 2005             |
| 11    | Mariachi Vargas Sinfónico 3                | CD/DVD  | 2006             |
| 12    | Dvorak Concierto para Chelo                | CD      | 2007             |
| 13    | Aniversario 250 Mozart                     | CD      | 2007             |
| 14    | Concierto Veracruzano con Tlen Huicani     | CD      | 2007             |
| 15    | Concierto Veracruzano con Tlen Huicani     | CD/DVD  | 2007             |
| 16    | Cascanueces "Tchaikovsky"                  | DVD     | 2007             |
| 17    | Fiesta Navideña "Mariachi Camperos"        | CD      | 2008             |
| 18    | Los éxitos de los clásicos                 | CD      | 2008             |
| 19    | Recuerdos de mi vida "Mariachi Camperos"   | CD      | 2008             |
| 20    | SIBELIUS "Martín Valdeschack"              | CD      | 2008             |
| 21    | Adagios Piano y Orquesta                   | CD      | 2009             |
| 22    | Petrushka Stravinsky-Bartók                | CD      | 2009             |
| 23    | Centenarios                                | CD      | 2009             |
| 24    | México Revolucionario                      | CD      | 2010             |
| 25    | Manuel M. Ponce                            | CD      | 2010             |
| 26    | Recuerdo de España Aranjuez                | CD      | 2010             |
| 27    | Sonfonía Bicentenario "Feñu Heni"          | CD      | 2010             |
| 28    | Marichi Vargas en vivo                     | CD      | 2010             |
| 29    | Tres compositores Mexicanos                | CD      | 2010             |
| 30    | Tres épocas Del Barroco al Contemporáneo   | CD      | 2011             |
| 31-35 | Álbum nueve sinfonías Beethoven            | CD      | 2012             |
| 36    | Novena Sinfonía de Beethoven               | CD      | 2012             |
| 37    | Beethoven 2A y 5A Sinfonía                 | CD      | 2012             |
| 38    | Beethoven 3A y 8A Sinfonía                 | CD      | 2012             |
| 39    | Beethoven - Korsakova                      | CD      | 2013             |
| 40    | Órgano Barroco Parroquia de Santiago       | CD      | 2013             |
| 41    | Vocalise "Gianfranco Bartolato"            | CD      | 2013             |
| 42    | Villancicos Clásicos Navideños             | CD      | 2014             |
| 43    | Arias de Ópera con niño Tenor              | CD      | 2014             |
| 44    | Mendelssohn - Chaikovski "Domenico Nordio" | CD      | 2015             |
| 45    | Brahms & Mozart "Adrían Justus"            | CD      | 2015             |

## Premios y nominaciones
Por su permanente deseo en ayudar a la educación musical y pregonar la música mexicana de concierto, ha sido acreedor a múltiples reconocimientos como: Egresado Ilustre de la Universidad de Guadalajara, Premio Jalisco en Artes, Miembro de Número de la Benemérita Sociedad de Geografía y Estadística de Jalisco, el Lince de Oro de la Universidad del Valle de México (UNIVA), Medalla Mozart 2013 otorgada por Bellas Artes y la Embajada de Austria, entre otros.